# 第1屆香港電影金紫荊獎
第1屆香港電影金紫荊獎於1996年4月21日晚上在九龍灣國際展貿中心舉行，由香港影評人協會主辦。

## 提名及獲獎名單
注：粗體字代表名單為獲獎
| 獎項           | 名單                               |
| 最佳影片       | 女人四十                           |
| 最佳影片       | 烈火戰車                           |
| 最佳影片       | 紅番區                             |
| 最佳影片       | 天國逆子                           |
| 最佳影片       | 西遊記大結局之仙履奇緣             |
| 最佳導演       | 爾冬陞（烈火戰車）                 |
| 最佳導演       | 許鞍華（女人四十）                 |
| 最佳導演       | 王家衛（墮落天使）                 |
| 最佳導演       | 唐季禮（紅番區）                   |
| 最佳導演       | 李志毅（流氓醫生）                 |
| 最佳導演       | 嚴浩（天國逆子）                   |
| 最佳男主角     | 周星馳（西遊記大結局之仙履奇緣）   |
| 最佳男主角     | 金城武（墮落天使）                 |
| 最佳男主角     | 庹宗華（天國逆子）                 |
| 最佳男主角     | 梁朝偉（流氓醫生）                 |
| 最佳男主角     | 喬宏（女人四十）                   |
| 最佳男主角     | 劉青雲（無味神探）                 |
| 最佳女主角     | 李嘉欣（墮落天使）                 |
| 最佳女主角     | 馮寶寶（不一樣的媽媽）             |
| 最佳女主角     | 富田靖子（南京的基督）             |
| 最佳女主角     | 斯琴高娃（天國逆子）               |
| 最佳女主角     | 歸亞蕾（女兒紅）                   |
| 最佳女主角     | 蕭芳芳（女人四十）                 |
| 最佳男配角     | 錢嘉樂（烈火戰車）                 |
| 最佳男配角     | 陳小春（救世神棍）                 |
| 最佳男配角     | 陳輝虹（墮落天使）                 |
| 最佳男配角     | 秦沛（烈火戰車）                   |
| 最佳男配角     | 羅家英（女人四十）                 |
| 最佳女配角     | 莫文蔚（墮落天使）                 |
| 最佳女配角     | 楊采妮（墮落天使）                 |
| 最佳女配角     | 夏萍（烈火戰車）                   |
| 最佳女配角     | 蘇玉華（人間有情）                 |
| 最佳女配角     | 葉玉卿（不一樣的媽媽）             |
| 最佳編劇       | 李志毅、阮世生、林愛華（救世神棍） |
| 最佳編劇       | 王興東、王浙濱（天國逆子）         |
| 最佳編劇       | 杜國威（人間有情）                 |
| 最佳編劇       | 杜國威（海根）                     |
| 最佳編劇       | 陳文強（女人四十）                 |
| 最佳攝影       | 馬楚成、鍾志文（烈火戰車）         |
| 最佳攝影       | 杜可風（墮落天使）                 |
| 最佳攝影       | 鮑德熹（夜半歌聲）                 |
| 最佳攝影       | 黃仲標（南京的基督）               |
| 歐米茄最富創意 | 二月三十                           |
| 歐米茄最富創意 | 救世神棍                           |
| 歐米茄最富創意 | 人間有情                           |
| 歐米茄最富創意 | 新房客                             |
| 歐米茄最富創意 | 墮落天使                           |
| 歐米茄最富創意 | 回魂夜                             |